# Coleophora esignata
Coleophora esignata é uma espécie de mariposa do gênero Coleophora pertencente à família Coleophoridae.